# Primeira Liga de 2001–02
A Primeira Liga de 2001–02 foi a 68.ª edição do principal escalão do futebol português. O campeonato teve um regulamento semelhante ao dos anos anteriores, disputado por 18 equipas num sistema de todos contra todos em duas voltas.
O título desta edição ficou com o Sporting, obtido na penúltima jornada graças à derrota do segundo colocado Boavista para o Benfica. Ao término, o campeão teve uma classificação de 75 pontos, resultantes de 22 vitórias e nove empates. Foi a 18.ª conquista do Sporting na história do campeonato. Por sua vez, o Porto terminou na terceira colocação.
Por outro lado, Alverca, Farense e Salgueiros ocuparam as três últimas posições e foram despromovidos à Liga de Honra de 2002–03.

## Classificação
| Pos. | Equipes              | P  | J  | V  | E  | D  | GM | GS | Dif | Qualificação ou despromoção  |
| ---- | -------------------- | -- | -- | -- | -- | -- | -- | -- | --- | ---------------------------- |
| 1.ª  | Sporting             | 75 | 34 | 22 | 9  | 3  | 74 | 25 | +49 | Liga dos Campeões de 2002–03 |
| 2.ª  | Boavista             | 70 | 34 | 21 | 7  | 6  | 53 | 20 | +33 | Liga dos Campeões de 2002–03 |
| 3.ª  | Porto                | 68 | 34 | 21 | 5  | 8  | 66 | 34 | +32 | Taça da UEFA de 2002–03      |
| 4.ª  | Benfica              | 63 | 34 | 17 | 12 | 5  | 66 | 37 | +29 | —                            |
| 5.ª  | Belenenses           | 57 | 34 | 17 | 6  | 11 | 54 | 44 | +10 | Copa Intertoto de 2002       |
| 6.ª  | Marítimo             | 56 | 34 | 17 | 5  | 12 | 48 | 35 | +13 | —                            |
| 7.ª  | União de Leiria      | 55 | 34 | 15 | 10 | 9  | 52 | 35 | +17 | Copa Intertoto de 2002       |
| 8.ª  | Paços de Ferreira    | 46 | 34 | 12 | 10 | 12 | 41 | 44 | −3  | —                            |
| 9.ª  | Vitória de Guimarães | 42 | 34 | 11 | 9  | 14 | 35 | 41 | −6  | —                            |
| 10.ª | Braga                | 42 | 34 | 10 | 12 | 12 | 43 | 43 | 0   | —                            |
| 11.ª | Beira-Mar            | 39 | 34 | 10 | 9  | 15 | 48 | 56 | −8  | —                            |
| 12.ª | Gil Vicente          | 38 | 34 | 10 | 8  | 16 | 42 | 56 | −14 | —                            |
| 13.ª | Vitória de Setúbal   | 38 | 34 | 9  | 11 | 14 | 40 | 46 | −6  | —                            |
| 14.ª | Santa Clara          | 37 | 34 | 9  | 10 | 15 | 32 | 46 | −14 | Copa Intertoto de 2002       |
| 15.ª | Varzim               | 32 | 34 | 8  | 8  | 18 | 27 | 55 | −28 | —                            |
| 16.ª | Salgueiros           | 30 | 34 | 8  | 6  | 20 | 29 | 71 | −42 | Liga de Honra de 2002–03     |
| 17.ª | Farense              | 28 | 34 | 7  | 7  | 20 | 29 | 63 | −34 | Liga de Honra de 2002–03     |
| 18.ª | Alverca              | 27 | 34 | 7  | 6  | 21 | 39 | 67 | −28 | Liga de Honra de 2002–03     |

### Geral
- «PRIMEIRA LIGA - 2001/2002». MaisFutebol. Consultado em 26 de novembro de 2022. Cópia arquivada em 18 de novembro de 2021

### Específicas
1. ↑  «Mário Jardel chega aos 42 golos e iguala o «Pantera Negra»». Record. 6 de maio de 2002. Consultado em 26 de novembro de 2022. Cópia arquivada em 26 de novembro de 2022
2. ↑  Bruno Andrónico (28 de abril de 2020). «Há 18 anos o Sporting levantava pela última vez o título de campeão nacional». SAPO Desporto. Consultado em 26 de novembro de 2022. Cópia arquivada em 19 de outubro de 2022
3. ↑  Isaura Almeida (28 de abril de 2020). «A última vez que o Sporting foi campeão foi há 18 anos». Diário de Notícias. Consultado em 26 de novembro de 2022. Cópia arquivada em 29 de abril de 2020
4. ↑  Paulo João Santos (12 de maio de 2021). «A festa do Super Leão em 2002: Recorde o último título de campeão nacional do Sporting». Correio da Manhã. Consultado em 26 de novembro de 2022. Cópia arquivada em 12 de maio de 2021. (pede subscrição (ajuda))
5. ↑  Bruno Roseiro (11 de maio de 2021). «Um título que vale (literalmente) por cinco – Sporting festeja 23.º título e essa é apenas uma das 19 grandes diferenças do clube desde 2002». Observador. Consultado em 26 de novembro de 2022. Cópia arquivada em 11 de maio de 2021
6. ↑  «Boavista garante vice-campeonato em Portugal». UOL. 5 de maio de 2002. Consultado em 26 de novembro de 2022. Cópia arquivada em 26 de novembro de 2022
7. ↑  «Alverca e Farense são rebaixados em Portugal». UOL. 21 de abril de 2002. Consultado em 26 de novembro de 2022. Cópia arquivada em 26 de novembro de 2022
8. ↑  «Campeonato Português - 34ª rodada». UOL. 5 de maio de 2002. Consultado em 26 de novembro de 2022. Cópia arquivada em 26 de novembro de 2022